# Лисиха (Владимирская область)
Лисиха — упразднённая деревня в Вязниковском районе Владимирской области России.

## География
Урочище находится в северо-восточной части области, в зоне хвойно-широколиственных лесов, в пределах Волжско-Окского междуречья, на правом берегу реки Мотры, на расстоянии примерно 24 километров (по прямой) к юго-западу от города Вязники, административного центра района.

### Климат
Климат характеризуется как умеренно континентальный. Средняя температура воздуха самого холодного месяца (января) — −11,1 °C (абсолютный минимум — −48 °С), средняя максимальная температура воздуха (июля) — +23,3 °С (абсолютный максимум — +37 °С). Годовое количество атмосферных осадков составляет около 607 мм, из которых 413 мм выпадает в период с апреля по октябрь.

## История
В «Списке населенных мест Владимирской губернии по сведениям 1859 года» населённый пункт упомянут как удельная деревня Вязниковского уезда, расположенная при пруде, в 27 верстах от уездного города. В деревне насчитывалось 11 дворов и проживало 100 человек (55 мужчин и 45 женщин).
По состоянию на 1905 год, в Лисихе имелось 17 дворов и проживало 142 человека. В административном отношении деревня входила в состав Никологорской волости.
По данным 1926 года в деревне имелось 16 хозяйств (в том числе 14 крестьянских) и проживало 88 человек (34 мужчины и 54 женщины). Являлась частью Гуляихинского сельсовета.
На момент упразднения входила в состав Буторлинского сельсовета Вязниковского района. Упразднена решением облисполкома № 151 от 14 февраля 1966 года как фактически не существующая.